# تامي بار
تامي بار (بالإنجليزية: Tammy Barr)‏ هي ممثلة أمريكية، ولدت في القرن العشرين.

## أعمال

### مسلسلات
- جوال تكساس ووكر

## وصلات خارجية
- تامي بار على موقع IMDb (الإنجليزية)
- تامي بار على موقع أول موفي (الإنجليزية)